# Avalanchas del Monte Everest de 2015
Durante la tarde del 25 de abril de 2015, un terremoto de magnitud 7.8 MW golpeó a Nepal y a sus países vecinos. La sacudida desencadenó una avalancha desde el Pumori hacia el campo base del Everest. Al menos veintidós personas perdieron la vida, rebasando el saldo de una avalancha ocurrida un año antes, considerada hasta entonces como el desastre más mortífero de la montaña.

## Avalanchas

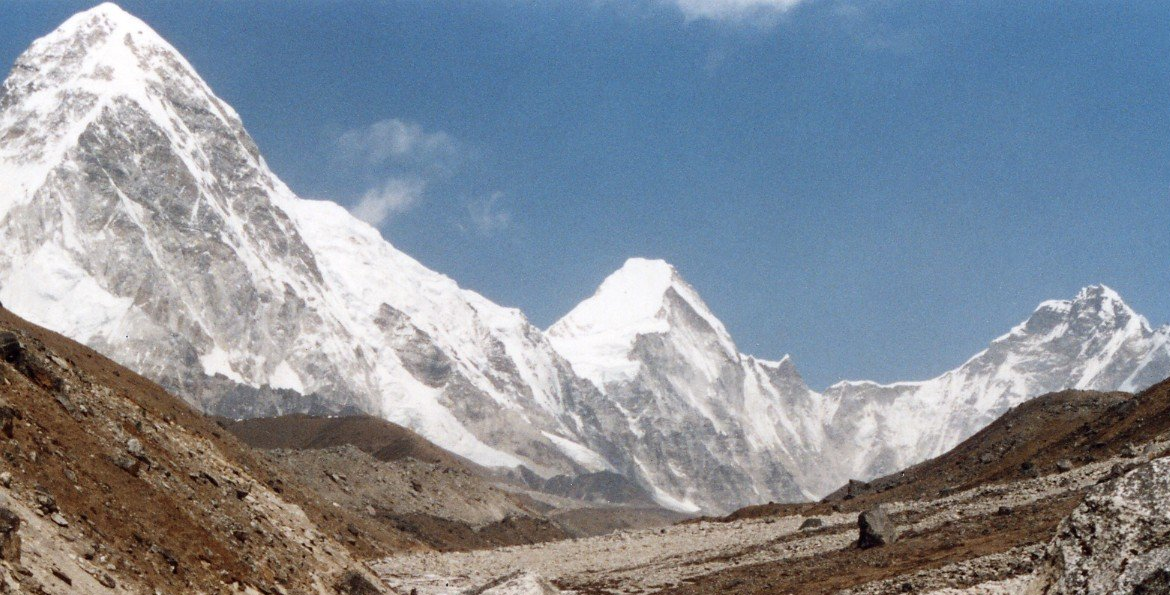
La avalancha inició entre el Pumori (izquierda), el Lingtren (pico medio) y el Khumbutse a la derecha

El epicentro se localizó a aproximadamente a 220 kilómetros al poniente del monte Everest; cerca de 700 y 1000 personas se encontraban cerca de la montaña cuando ocurrió el terremoto, incluyendo 359 escaladores en el campamento base, muchos de los cuales estaban de vuelta tras la temporada abortada de ascensos del 2014. El terremoto desencadenó varias avalanchas grandes sobre y, alrededor de la montaña. Una avalancha, originada cerca de la cima del Pumori barrió el campamento base sur, y luego atravesó parte de la cascada de hielo de Khumbu. Un equipo de montañismo del ejército de la India recuperó los cadáveres de 19 montañistas en el campamento base sur, y rescataron por lo menos a 61 escaladores varados en la montaña.
Al menos 61 personas resultaron heridas, con docenas más reportadas como desaparecidas en un inicio, y muchos más resultaron varados en los campamentos a mayor altitud, al haber perdido las rutas seguras de descenso.

## Operaciones de rescate
La mañana del 26 de abril, varios helicópteros arribaron al Everest para iniciar las labores de rescate, consiguiendo transportar a 22 personas gravemente heridas a la villa de Pheriche, antes de que fuera suspendida la operación debido al mal clima. Periche es una parada importante para los escaladores y tiene un hospital rudimentario atendido normalmente por voluntarios locales y extranjeros.
En la tarde de ese mismo día, un helicóptero informó haber evacuado a varios escaladores del campamento I, el primer campamento por encima del campamento base, dejando aún a 100 montañistas sin poder descender con seguridad de los campamentos I y II. Los líderes de las expediciones decidieron intentar evacuar a los escaladores del campamento I reparando el camino a través de la cascada de hielo de Khumbu. Otro helicóptero dejó material técnico adicional en el campamento I y, un equipo de sherpas y guías extranjeros intentaron restablecer la ruta de arriba hacia abajo en el campamento base. Simultáneamente, otro equipo enviado desde el campamento base intentó restablecer la ruta de abajo hacia arriba, pero este intento fracasó debido a que una nueva avalancha arrasó la mayor parte de las escaleras y se dice que mató a tres sherpas en la cascada de hielo de Khumbu, aumentando la cifra de muertos en la montaña a por lo menos 24 personas. Otros escaladores fueron rescatados en helicóptero el 27 de abril. Escaladores en el campamento base publicaron en Twitter en los días posteriores al desastre, sobre la «gran desolación» y la «elevada incertidumbre» entre aquellos que se habían quedado, y afirmando que el área se veía como si hubiera sido golpeada por una bomba atómica; un montañista escribió en Facebook que la gente atrapada en la parte alta de la montaña se «estaba empezando a desesperar». El 27 de abril, 60 personas fueron rescatadas del campamento I y 170 del campamento II. En total, el 25 de abril fueron encontrados diecisiete cuerpos, y uno más fue encontrado el día 27 del mismo mes. El 26 de abril falleció uno de los 61 heridos de gravedad en el hospital de Katmandú.

## Fallecimientos

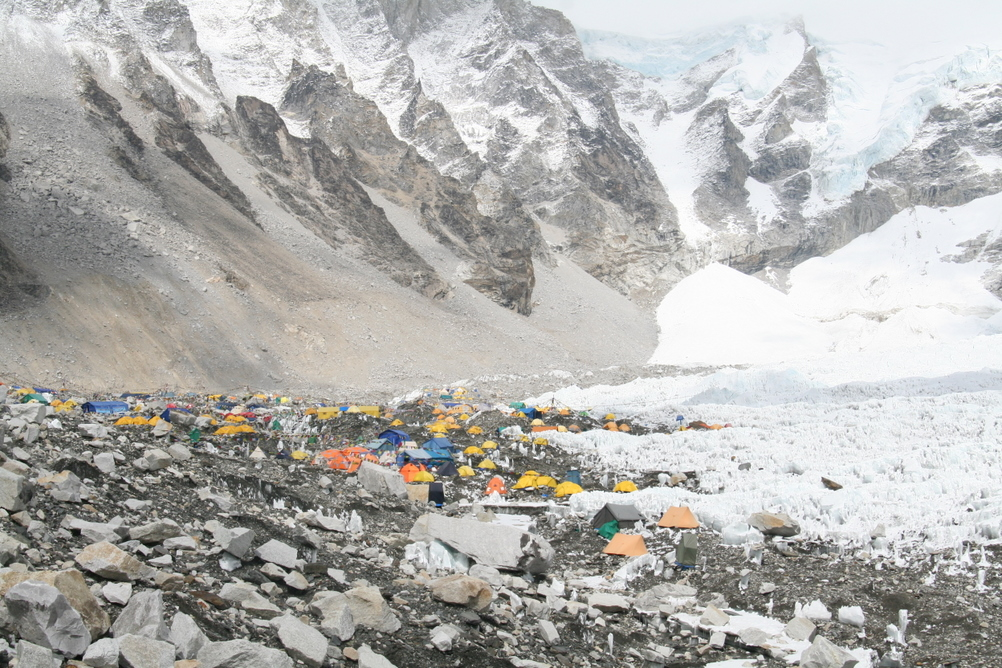
Campamento base del Everest, del lado de Nepal

El 28 de abril, un informe de una Asociación de Montañismo de Nepal enlistó 19 fallecimientos, diez de los cuales fueron identificados como sherpas y cinco como escaladores extranjeros. Cuatro no fueron identificados por su nombre. De los cinco escaladores extranjeros dos eran americanos, uno chino, un australiano y un japonés. El 27 de abril, National Geographic reportó 24 fallecimientos.
El ejecutivo de Google, Dan Fredinburg, quien escalaba el Everest acompañado de tres empleados de la compañía mientras hacían un mapeo del área para un proyecto futuro de Google Earth, y otros tres estadounidenses, fueron confirmados como fallecidos.

## Efectos sobre la temporada de ascenso 2015
A pesar de que las escaleras en la cascada de hielo de Khumbu resultaron dañadas por las avalanchas, un puñado de montañistas, inmutados por el desastre, buscaron inmediatamente la autorización del gobierno nepalí para continuar con su intento de ascender la montaña y obtuvieron el permiso para hacerlo, el 29 de abril de 2015. «Las escaleras serán reparadas en los próximos dos o tres días y los ascensos continuarán, no hay razón para que las expediciones sean canceladas», argumentó Tulsi Gautam, jefe del Departamento de Turismo de Nepal. «No hay ninguna razón científica para esperar otro temblor... y creemos que el suelo es lo suficientemente estable como para subir a pesar de las réplicas.»
Más tarde, se anunció el cierre de las rutas sobre la cascada de hielo durante el resto de la temporada, el segundo año consecutivo que la montaña estuvo cerrada debido a las avalanchas. Después del segundo terremoto, el 12 de mayo de 2015, Dambar Parajuli, presidente de la Asociación de Operadores de Expediciones de Nepal, dijo que no había escaladores o sherpas guías nepalíes que continuaran en el campamento base del Everest. Como resultado, nadie escaló el monte Everest durante la primavera del 2015, la primera vez en 41 años que esto sucedía.

## Lista de fallecidos
Entre los muertos se encontraban:
1. Hiroshi Yamagata[27]
2. Renu Fotedar[35][27]
3. Ge Zhenfang[27] (aka Zhenfang Ge)[26]
4. Lhakpa Chhiring Sherpa[26]
5. Shiva Kumar Shrestha[26]
6. Pema Hissi Sherpa[26]
7. Dawa Chhiri Sherpa[26]
8. Chhimi Dawa Sherpa[26]
9. Pemba Sherpa[26]
10. Milan Rai[26]
11. Pasang Temba Sherpa[26]
12. Tengien Bhote[26]
13. Khrishna Kumar Rai[26]
14. Dan Fredinburg[28][29][36]
15. Marisa Eve Girawong[27][37][36]
16. Vinh Truong[36]
17. Tom Taplin[36]